# 格萊斯峰
72°12′S 165°51′E / 72.200°S 165.850°E
格萊斯峰（英語：Gless Peak）是南極洲的山峰，位於維多利亞地，處於瑟克峰西南面4公里，海拔高度2,630米，屬於米倫山脈的一部分，美國地質調查局根據測量和該國海軍的空中照片繪入地圖，現時由南極條約體系管理。